# Nußhardt
Der Nußhardt ist mit 972 m ü. NHN ein Berg im Fichtelgebirge in Nordostbayern.
Er ist ein charakteristischer Felsengipfel des Fichtelgebirges aus grobkörnigem Kerngranit G3 und Augengneis am Südost-Ende. Der Gipfelbereich mit Blockmeer und Felsburg ist mit 5,5 Hektar Fläche unter Naturschutz gestellt. Der Nußhardt-Gipfel wurde in das Geotopverzeichnis des Bayerischen Landesamtes für Umwelt unter Nr. 472R013 aufgenommen.

## Lage
Der Nußhardt liegt am FGV-Hauptwanderweg Höhenweg zwischen dem FGV-Unterkunftshaus Seehaus und dem Schneeberg. Die Besteigungsanlage wird von der FGV-Ortsgruppe Vordorf betreut.
In der Nähe befindet sich die Wasserscheide zwischen Donau Elbe und Rhein.

## Sagenhaftes
Auf dem Aussichtsfelsen befinden sich acht kleine schüsselförmige Mulden im Granit, sogenannte Druidenschüsseln. Die Vorfahren meinten, dies seien Opferschüsseln für heidnische Kulthandlungen gewesen. Heute weiß man, dass es sich um besondere Verwitterungsformen im Granit handelt. Der niedrige Eingang der Nußhardtstube, einer etwa 50 Meter langen Überdeckungshöhle, befindet sich an der Südseite der Felsengruppe.

## Name
Im Landbuch des Amtes Berneck 1536 erscheint der Nußhardt als „Nusser“, ebenso bei einer markgräflichen Waldbesichtigung 1536. Die Schreibweise in Urkunden und Literatur ist unterschiedlich: „Nusser“, „Nosser“, „Nußhardt“, Die bisherigen Namensdeutungen befriedigen wenig.

## Besteigungsanlage
Bereits im Jahr 1880 baute die Sektion Fichtelgebirge des Deutsch-Österreichischen Alpenvereins die ersten Treppen zum höchsten Punkt des Nußhardtfelsens „zur besseren Aussicht“ auf Schneeberg, Ochsenkopf, zum Fichtelsee, zum Frankenjura und ins Kemnather Land ein.

## Goethe und der Nußhardt
Den wohl „höchsten“ Besuch hatte der Berggipfel durch Johann Wolfgang von Goethe im Jahr 1785. Am 1. Juli wanderte Goethe mit seinen Begleitern von Wunsiedel über Leupoldsdorf und das Seehaus (damals Zechenhaus) zum Ochsenkopf. Auf dem Rückweg kamen sie über den Nußhardt, bevor es über Vordorfermühle nach Wunsiedel zurückging. Reisebegleiter Karl Ludwig von Knebel schrieb in seinem Tagebuch: „Das vortrefflichste Granitgebäude von breiten, größeren und kleineren, horizontalen Massen, mit dazwischen vorkommenden senkrechten Spaltungen zeigt sich daselbst, und mag vielleicht nur von den auf dem Rudolphstein übertroffen werden, zu dem wir uns aber nicht mehr hinzuwagten, weil heftige Gewitter die Hälfte des Himmels belagert hielten, und uns den weiten Heimweg hätten versperren können“.

### Karten
- Fritsch Wanderkarte Naturpark Fichtelgebirge und Steinwald, 1:50.000, 17. Auflage